# Шевченко (Благовещенская городская община)
Шевченко (укр. Шевченка) — село в Благовещенской городской общине Голованевского района Кировоградской области Украины.
Население по переписи 2001 года составляло 235 человек. Почтовый индекс — 26440. Телефонный код — 52-59.

## История
7 сентября 1946 г. Указом ПВС УССР село Шведовка переименовано в Шевченко. В 1949 г. в состав села включены села Шевченково и Червоный Взвод.
До 2020 года село входило в Благовещенский район